# Zimowe Igrzyska Paraolimpijskie 2018
XII Zimowe Igrzyska Paraolimpijskie odbyły się w  południowokoreańskim Pjongczangu od 9 do 18 marca 2018.

## Rozgrywane dyscypliny
Uczestnicy zimowych igrzysk paraolimpijskich w Pjongczangu w 2018 roku rywalizowali w 83 konkurencjach w 6 dyscyplinach sportowych.
- Biathlon (18)
- Biegi narciarskie (21)
- Curling na wózkach (1)
- Hokej na lodzie na siedząco (1)
- Narciarstwo alpejskie (30)
- Snowboarding (12)

## Państwa biorące udział w XII Zimowych Igrzyskach Paraolimpijskich
Na XII Zimowych Igrzyskach Paraolimpijskich wzięło udział 49 reprezentacji. Międzynarodowy Komitet Paraolimpijski zezwolił na udział 30 rosyjskich sportowców pod flagą paraolimpijską jako Neutralni Sportowcy Paraolimpijscy.
1. Andora (1)
2. Argentyna (2)
3. Armenia (1)
4. Australia (12)
5. Austria (13)
6. Belgia (2)
7. Białoruś (14)
8. Bośnia i Hercegowina (1)
9. Brazylia (3)
10. Bułgaria (1)
11. Chile (4)
12. Chiny (26)
13. Chorwacja (7)
14. Czechy (21)
15. Dania (1)
16. Finlandia (13)
17. Francja (12)
18. Grecja (1)
19. Gruzja (2)
20. Hiszpania (3)
21. Holandia (9)
22. Iran (5)
23. Islandia (1)
24. Japonia (38)
25. Kanada (52)
26. Kazachstan (6)
27. Korea Południowa (36)
28. Korea Północna (2)
29. Meksyk (1)
30. Mongolia (1)
31. Niemcy (20)
32. Norwegia (32)
33. Nowa Zelandia (3)
34. Polska (8)
35. Rumunia (1)
36. Serbia (1)
37. Słowacja (11)
38. Słowenia (1)
39. Stany Zjednoczone (68)
40. Szwajcaria (13)
41. Szwecja (24)
42. Tadżykistan (1)
43. Turcja (1)
44. Ukraina (20)
45. Uzbekistan (1)
46. Węgry (2)
47. Wielka Brytania (14)
48. Włochy (26)
49. Neutralni sportowcy paraolimpijscy (29)